# Paul Vermeiren
Paul Vermeiren (* 27. August 1963 in Herentals) ist ein belgischer Bogenschütze.
Vermeiren nahm an drei Olympischen Spielen an. 1988 in Seoul wurde er im Einzel 17., was er bei den 1992 in Barcelona mit Rang 12 verbessern konnte; vier Jahre später in Atlanta verpasste er als Vierter nur knapp die Medaillen. Mit der Mannschaft war er 1988 auf Platz 18 vor der Hauptrunde ausgeschieden.
Vermeiren schießt für den Verein St.-Sebastiaan Wuustwezel. 2003 erklärte er seinen Rückzug aus dem aktiven Sport. Er ist Berufssoldat und hatte Einsätze im Kosovo und Afghanistan.